# Edvaldo Izídio Neto
Edvaldo Izídio Neto, més conegut com a Vavá, (12 de novembre 1934 a Recife, Brasil - 19 de gener 2002) fou un futbolista brasiler que jugava com a davanter.
La seva trajectòria esportiva transcorregué a molts clubs del Brasil, Espanya, Mèxic i els Estats Units, destacant al C.R. Vasco da Gama, Atlètic de Madrid, S.E. Palmeiras o Club América.
Fou 23 cops internacional amb Brasil, amb qui marcà 14 gols i disputà els Mundials de 1958 i 1962, proclamant-se campió en ambdues edicions, on marcà 5 i 4 gols respectivament.

## Palmarès
- Copa del Món de futbol: 1958, 1962
- Campionat pernambucano: 1949 amb Sport Club do Recife
- Campionat carioca: 1952, 1956, 1958 amb C.R. Vasco da Gama
- Campionat paulista: 1963 amb Sociedade Esportiva Palmeiras
- Torneig Rio-São Paulo: 1958 amb C.R. Vasco da Gama
- Copa del Rei de futbol: 1960, 1961 amb Atlètic de Madrid
- Màxim golejador de la Copa del Món: 1962